# Weeping Water
Weeping Water è un comune degli Stati Uniti d'America, situato in Nebraska, nella contea di Cass.